# 트로트 라디오
손태진의 트로트 라디오는 MBC 표준FM에서 평일 낮 12시 20분부터 오후 1시 52분까지, 주말 낮 12시 10분부터 오후 1시 52분까지 방송되는 대중음악, 연예오락 라디오 프로그램이다. 싱글벙글쇼 후속으로 신설되었다. 단, 이 프로그램은 전국 방송이다.
2025년 6월 3일에 방송 1주년을 맞는다.

## DJ
- 가수 손태진 (남)

## 코너
매일 코너
- 사연과 신청곡
- 내 인생의 트로트

요일별 코너
- 월요일 : 손트라 트롯뉴스 (with 김예나 엑스포츠뉴스 기자) , 만나는 트롯
- 화요일 : 손트라 살롱 (with 윤수현), 국악뒷마당 (With 신승태, 이미리)
- 수요일 : 내일은 해뜰날 (with 조주한, 황윤성, 정슬, 설하윤)
- 목요일 : 시간 되세요?, 아모르 파티 (with 박구윤)
- 금요일 : 진다방, 클럽하우스
- 토요일 : 손트라 차트쇼, 미스테리 트롯
- 일요일 : 모차르트롯 (with 김현철), 라이브 최고의 순간